# 戦車連隊
戦車連隊（せんしゃれんたい）とは、地上部隊の部隊編制の一つで、戦車を中心として編成された連隊のことである。なお、ドイツ国防軍の当該部隊については装甲連隊（そうこうれんたい）と和訳することが多い。

## 概要
部隊名は「連隊」であるが、必ずしも複数の大隊で構成されているわけではなく、複数の中隊によって構成される実質大隊規模のケースもある。戦車のみで構成される部隊編成としては最大規模のものであり、戦車のほかには連隊本部と整備要員程度しか持たないのが一般的である。連隊より大きな編制である機甲師団などの場合、通常、歩兵部隊・兵站部隊などを含む諸兵科連合の編制となる。
戦車連隊は、連隊単独で戦闘を行うことは少なく、歩兵や工兵、砲兵と一緒になった戦闘団（諸兵科連合部隊）を臨時に編成して戦闘を行う場合が多い。

## 各国の戦車連隊

### ドイツ軍
第二次世界大戦時のドイツ陸軍においては、装甲連隊は複数の装甲大隊によって構成されていた。大戦末期には、1個装甲連隊は2個装甲大隊で構成されている。連隊に所属する戦車の種類は、主力戦車の登場前であることもあって統一されておらず、重戦車中隊などが含まれていた。

### ソ連軍
1941年時点におけるソ連赤軍の戦車連隊は4個中隊編成であったが、1942年頃には、緒戦の損害による戦車や乗員の不足のため3個中隊編成となった。各中隊の車種が統一されていないこともあって、必ずしも柔軟な作戦行動を行えるわけではなかった。大戦後半には連隊内の車種の統一が行われ、作戦への柔軟性が向上している。
冷戦期においてのソ連軍戦車連隊は戦車大隊3個を中心に自動車化狙撃兵大隊、砲兵大隊、防空中隊など多数の部隊で編成され、ある程度の独立行動が可能な諸兵科連合部隊であった。自動車化狙撃兵師団には1個、戦車師団には3個の戦車連隊が編成されていた。

### イギリス軍
第二次世界大戦時のイギリス軍は、旅団の隷下に戦車連隊を置いており、各戦車連隊は3個中隊で構成されていた。

### アメリカ軍
アメリカ陸軍の機甲師団には、戦車連隊が存在していない。各師団が複数の戦車大隊を隷下においており、必要に応じて戦闘団の司令部に指揮させる方法を取っている。海兵隊の場合も、戦車大隊が最大の編制単位である。しかし、伝統の維持を目的として各大隊には連隊（作戦指揮には関与せず、書類上のみのものであり連隊本部等は存在しない）が指定されてはいる。

### 大日本帝国陸軍
大日本帝国陸軍の戦車部隊は、1925年（大正14年）5月1日創設の「第1戦車隊」（久留米）と「歩兵学校戦車隊」（千葉）に始まり、1933年（昭和8年）8月に、それぞれ戦車第1連隊（第12師団に所属）と戦車第2連隊（第1師団に所属）に改編され、最初の戦車連隊となった。
これらの2個戦車連隊の他、1933年（昭和8年）10月に戦車第3大隊が、1934年（昭和9年）4月に戦車第4大隊が編成され関東軍の独立混成第1旅団に所属し、1936年（昭和11年）4月に支那駐屯戦車隊が編成され支那駐屯軍に配備された。その後、1937年（昭和12年）に日中戦争が勃発すると戦車第3・4大隊が連隊に改編された他、1938年（昭和13年）には戦車第8連隊までが編成された。
第二次世界大戦前期の大日本帝国陸軍においては、標準編制の戦車連隊は4コ中隊で構成され、そのうち第1中隊は軽戦車を、第2から第4中隊は中戦車を装備していた。例外的な編制としては、2コ中隊しか有しない小規模の連隊や、機動歩兵中隊や工兵などを有する諸兵科連合型の単独で作戦可能な連隊も存在した。後に砲戦車を装備した第5中隊が加えられたが、実際に砲戦車が配備された例はほとんど無く、部隊は編成されたものの装備は揃わない、といった状態がほとんどであった。
1942年（昭和17年）にはより集団的な戦車の運用を目的として、戦車連隊を中核とした機甲軍-戦車師団-戦車旅団が編成された。しかし実際には、機甲軍は1年あまりで解体され機甲軍団として戦闘に投入されたことは無く、日本軍においては、歩兵部隊を基幹とした通常の師団を支援するという形で、師団、旅団、連隊単位での作戦参加が行われたに過ぎなかった。
| 連隊名       | 前身                                                                       | 創設                         | 編成地        | 設立                         | 最終配置           |
| ------------ | -------------------------------------------------------------------------- | ---------------------------- | ------------- | ---------------------------- | ------------------ |
| 戦車第1連隊  | 第1戦車隊                                                                  | 1925年 （大正14年） 5月1日   | 久留米        | 1933年 （昭和8年） 8月1日    | 栃木県佐野         |
| 戦車第2連隊  | 歩兵学校教導隊戦車隊                                                       | 1925年 （大正14年） 5月1日   | 千葉          | 1933年 （昭和8年） 8月1日    | 神奈川県戸塚       |
| 戦車第3連隊  | 戦車第3大隊（久留米）                                                      | 1933年 （昭和8年） 10月1日   | 公主嶺        | 1937年 （昭和12年） 8月1日   | 南支全県           |
| 戦車第4連隊  | 戦車第4大隊（習志野）                                                      | 1934年 （昭和9年） 4月1日    | 公主嶺        | 1938年 （昭和13年） 8月1日   | ティモール         |
| 戦車第5連隊  |                                                                            |                              | 久留米        | 1937年 （昭和12年） 8月2日   | 埼玉県加須         |
| 戦車第6連隊  | 戦車第1連隊より基幹要員                                                    |                              | 青野ヶ原      | 1939年 （昭和14年） 8月1日   | 滅（比）           |
| 戦車第7連隊  | 戦車第1大隊（久留米）                                                      | 1937年 （昭和12年） 7月27日  | 中支          | 1938年 （昭和13年） 7月2日   | 滅（比）           |
| 戦車第8連隊  | 戦車第2大隊（習志野）                                                      | 1937年 （昭和12年） 7月27日  | 北支          | 1938年 （昭和13年） 7月2日   | ラバウル           |
| 戦車第9連隊  | 戦車第3連隊・戦車第5連隊より基幹抽出                                       |                              | 鉄嶺          | 1939年 （昭和14年） 8月1日   | 滅（サイパン）     |
| 戦車第10連隊 | 戦車第4連隊・戦車第9連隊より基幹抽出                                       |                              | 哈爾浜        | 1939年 （昭和14年） 8月1日   | 滅（比）           |
| 戦車第11連隊 | 戦車第4連隊・戦車第9連隊より基幹抽出                                       |                              | 満州斐徳      | 1940年 （昭和15年） 3月1日   | 千島占守島         |
| 戦車第12連隊 | 支那駐屯戦車隊 独立軽装甲車第1（東京）・第10（善通寺）・第12中隊（宇都宮） | 1937年 （昭和12年） 7月27日  | 天津          | 1939年 （昭和14年） 10月28日 | 京城               |
| 戦車第13連隊 | 独立軽装甲車第2（東京）・第6（熊本）・第7中隊（旭川）                      | 1937年 （昭和12年） 7月27日  | 漢口          | 1939年 （昭和14年） 11月30日 | 北京               |
| 戦車第14連隊 | 独立軽装甲車第11（善通寺）・第51（関東軍）・第52中隊（関東軍）             | 1938年 （昭和13年） 9月19日  | 広東          | 1939年 （昭和14年） 11月10日 | ラングーン         |
| 戦車第15連隊 | 第1師団戦車隊                                                              | 1940年 （昭和15年） 12月14日 | 孫呉          | 1942年 （昭和17年） 6月24日  | ニコバル           |
| 戦車第16連隊 | 第23師団戦車隊                                                             | 1940年 （昭和15年） 12月14日 | 海拉爾        | 1942年 （昭和17年） 6月27日  | 復員（ウェーク島） |
| 戦車第17連隊 | 戦車第2連隊補充隊の復員を充当                                              |                              | 津田沼        | 1942年 （昭和17年） 6月24日  | 天津               |
| 戦車第18連隊 | 戦車第1連隊補充隊の復員を充当                                              |                              | 久留米        | 1942年 （昭和17年） 6月24日  | 宮崎県綾町         |
| 戦車第19連隊 | 戦車第6連隊補充隊の復員を充当                                              |                              | 青野ヶ原      | 1942年 （昭和17年） 6月24日  | 久留米             |
| 戦車第20連隊 | [ 注 2 ]                                                                   |                              |               | 未編成                       |                    |
| 戦車第21連隊 | [ 注 3 ]                                                                   |                              | 上井出        | 未編成                       |                    |
| 戦車第22連隊 |                                                                            |                              | 盛岡          | 1942年 （昭和17年） 8月1日   | 北海道帯広         |
| 戦車第23連隊 | 戦車第5連隊 編成担任                                                       |                              | 牡丹江 愛河   | 1941年 （昭和16年） 9月13日  | 静岡県引佐         |
| 戦車第24連隊 | 公主嶺陸軍戦車学校教導連隊                                                 | 1940年 （昭和15年） 12月1日  | 四平街 楊木林 | 1941年 （昭和16年） 11月21日 | 愛知県豊橋         |
| 戦車第25連隊 | 戦車第12連隊の第4.第5中隊                                                  |                              | 包頭          | 1944年 （昭和19年） 3月17日  | 復員（台湾高雄）   |
| 戦車第26連隊 | 戦車第1師団捜索隊                                                          |                              | 牡丹江        | 1944年 （昭和19年） 3月17日  | 滅（硫黄島）       |
| 戦車第27連隊 | 戦車第2師団捜索隊                                                          |                              | 満州勃利      | 1944年 （昭和19年） 3月17日  | 滅（沖縄）         |
| 戦車第28連隊 | 千葉戦車学校教導隊                                                         |                              | 千葉          | 1944年 （昭和19年） 7月6日   | 千葉市黒砂         |
| 戦車第29連隊 | 陸軍騎兵学校教導隊                                                         |                              | 習志野        | 1944年 （昭和19年） 7月6日   | 船橋市二宮         |
| 戦車第30連隊 | 四平戦車学校教導連隊                                                       |                              |               | 1944年 （昭和19年） 7月6日   | 習志野             |
| 戦車第33連隊 | 独立戦車第33大隊 （戦車第10連隊残留隊→戦車第5連隊東安分駐隊）              | 1944年 （昭和19年） 7月29日  | 満州東安      | 1945年 （昭和20年） 4月6日   | 千葉               |
| 戦車第34連隊 | 臨時第1独立戦車隊 （戦車第2師団残留隊）                                    | 1944年 （昭和19年） 8月5日   | 満州勃利      | 1944年 （昭和19年） 10月11日 | 奉天               |
| 戦車第35連隊 | （戦車第1師団残留隊）                                                      | 1944年 （昭和19年）          | 満州勃利      | 1944年 （昭和19年） 10月11日 | 新京               |
| 戦車第36連隊 |                                                                            |                              | 習志野        | 1945年 （昭和20年） 4月6日   | 千葉県白井         |
| 戦車第37連隊 |                                                                            |                              | 久留米        | 1945年 （昭和20年） 4月6日   | 鹿児島県由野       |
| 戦車第38連隊 | 甲 編成                                                                    |                              | 習志野        | 1945年 （昭和20年） 4月6日   | 茨城県内原         |
| 戦車第39連隊 | 独立戦車第31大隊（習志野）                                                 | 1944年 （昭和19年） 7月29日  | 習志野        | 1945年 （昭和20年） 4月6日   | 茨城県鯉淵         |
| 戦車第40連隊 | 独立戦車第32大隊（久留米）                                                 | 1944年 （昭和19年） 7月29日  | 久留米        | 1945年 （昭和20年） 4月6日   | 鹿児島川辺         |
| 戦車第41連隊 | 戦車第2連隊補充隊の復員を充当                                              |                              | 習志野        | 1945年 （昭和20年） 4月6日   | 横須賀             |
| 戦車第42連隊 | 戦車第19連隊補充隊の復員を充当                                             |                              | 青野ヶ原      | 1945年 （昭和20年） 4月6日   | 久留米             |
| 戦車第43連隊 | 戦車第18連隊補充隊の復員を充当                                             |                              | 久留米        | 1945年 （昭和20年） 4月6日   | 熊本県八代         |
| 戦車第44連隊 | 戦車第22連隊補充隊の復員を充当                                             |                              | 盛岡          | 1945年 （昭和20年） 4月6日   | 岩手県盛岡         |
| 戦車第45連隊 | [ 注 6 ]                                                                   |                              | 習志野        | 1945年 （昭和20年） 4月6日   | 徳島               |
| 戦車第46連隊 | 甲 編成                                                                    |                              | 大阪          | 1945年 （昭和20年） 4月6日   | 福岡県福島         |
| 戦車第47連隊 | [ 注 6 ]                                                                   |                              | 盛岡          | 1945年 （昭和20年） 4月6日   | 愛媛県松山         |
| 戦車第48連隊 | [ 注 6 ]                                                                   |                              |               | 1945年 （昭和20年） 4月6日   | 千葉県八街         |
| 戦車第51連隊 | 四平戦車学校を閉鎖し人員・機材を軍隊化                                     |                              | 四平街        | 1945年 （昭和20年） 7月10日  | 新京               |
| 戦車第52連隊 | 四平戦車学校を閉鎖し人員・機材を軍隊化                                     |                              | 四平街        | 1945年 （昭和20年） 7月10日  | 新京               |

### 陸上自衛隊
陸上自衛隊では機動打撃を担当する第7師団（機甲師団）に3個戦車連隊、道北防衛担当の第2師団に1個戦車連隊が存在する。各戦車連隊は4個戦車中隊から成り、2個戦車中隊から成る戦車隊に比べて増えた編制となっている。
なお、陸上自衛隊では普通科連隊以外の師団直轄部隊は師団番号を冠称するのが通例であり、戦車連隊の場合も、第2師団所属の戦車連隊は第2戦車連隊となっている。しかし、第7師団の場合、隷下の戦車連隊が複数あることから、70番台の番号が振られている（2023年現在。詳細は陸上自衛隊の連隊等一覧参照）。